# Ivkina
L'Ivkina (in russo Ивкина?) è un fiume della Russia europea orientale, affluente di sinistra della Bystrica (bacino idrografico della Kama). Scorre nell'Oblast' di Kirov, nei rajon  Verchošižemskij,  Nolinskij, Kumënskij, Oričevskij e Kirovo-Čepeckij. 
La sorgente del fiume si trova sulle colline del Vjatskij Uval, 8 km a nord-ovest del villaggio di Tataurovo. Scorre in direzione nord; Il letto del fiume è tortuoso, le sponde boscose, la larghezza del fiume è di 7–20 m. Nella parte inferiore le rive sono ricoperte di pinete, ci sono diverse case di riposo. Sfocia nella Bystrica a 76 km dalla foce, la larghezza del fiume prima della foce è di 28 metri. L'Ivkina ha una lunghezza di 104 km, il suo bacino è di 1 120 km².
Lungo il fiume si trovano vari villaggi tra cui l'insediamento di tipo urbano di Nižneivkino.